# Anastasios Gaziadis

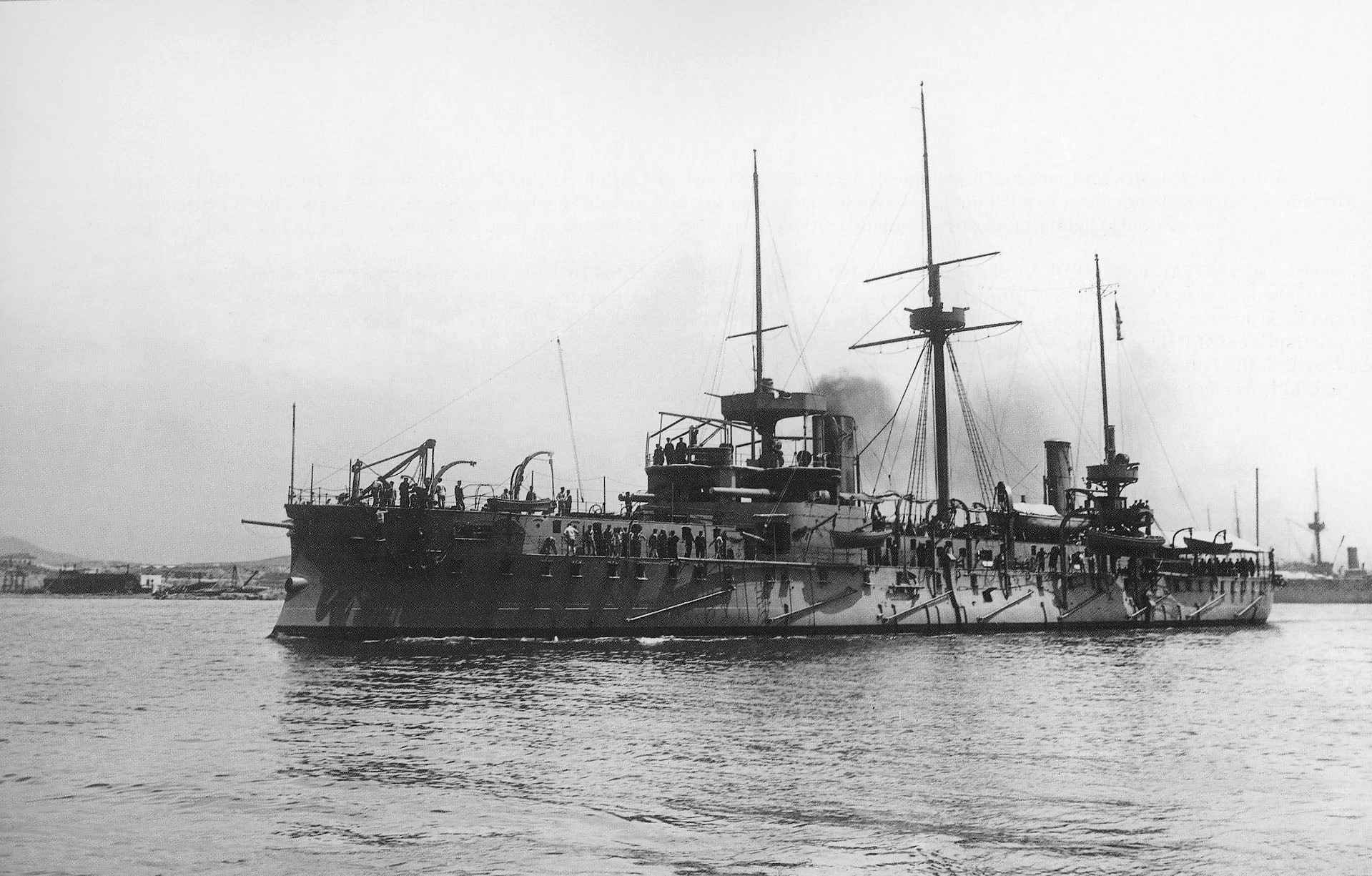
Řecká bitevní loď Psara

Anastasios Gaziadis (řecky Αναστάσιος Γαζιάδης, 1855, Konstantinopol, Osmanská říše – 1931, Pireus, Řecko) je jeden z nejznámějších řeckých fotografů konce 19. a počátku 20. století.

## Životopis
Gaziadis se narodil v Konstantinopoli v roce 1855 (podle jiných zdrojů v roce 1853). Studoval vojenskou farmacii, ale svá studia přerušil, aby sloužil v osmanské armádě. Po demobilizaci v roce 1880 odešel do Řeckého království. Spolupracoval s pouličním fotografem Panayotopoulosem, který ho přivedl k umění fotografie. V roce 1882 otevřel Ghaziadis v Pireu první velké umělecké studio v regionu řeckého hlavního města. V jeho ateliéru pořídil mnoho rodinných fotografií a v exteriéru také mnoho fotografií krajin. Ghaziadis byl první v Řecku, který se začal věnovat reklamní fotografii a zároveň se věnoval nekomerční fotografii, fotografování budov. Poté, co Ghaziadis získal slávu, stal se spolu se Solonem Vatisem fotografem královské rodiny.
Počínaje rokem 1895, kdy fotografoval německý křižník SMS Gneisenau, který vplul do Pirea, se Ghaziadis specializoval na fotografování řeckých a zahraničních vojenských lodí a jejich posádek. Ghaziadis spolu s bratry Romaidisem a Solonem Vatisem patřil mezi profesionální řecké fotografy, kteří se zabývali první novodobou olympiádou v Aténách v roce 1896. V roce 1910 otevřel svůj druhý fotografický ateliér v Aténách. S vypuknutím balkánských válek v roce 1912 pořídil Gaziadis sérii historických fotografií eskader a jednotlivých lodí flotily a také zajatých tureckých lodí. Zvláště cenná jsou dvě fotografická alba Ghaziadise z dob balkánských válek, která patřila admirálu Sophoclu Dusmanisovi. Alba jsou dnes uložena v Námořním muzeu Řecka a obsahují fotografie řecké flotily na její základně v Salamis a také fotografie ostřelování tureckého přístavu Dedeagach. Gaziadis uzavřel své fotografické studio Pireus v roce 1914.
Během první světové války a tažení do Malé Asie (1919–1922) pracoval hlavně v týlu, portrétoval královskou rodinu při návštěvě raněných a podobně.
Anastasios Ghaziadis zemřel v Pireu v roce 1931.

## Dynastie Gaziadisů v řecké fotografii a kinematografii
Všichni čtyři synové Anastasia Gaziadise v menší či větší míře pokračovali v povolání svého otce. Dimitrios Ghaziadis studoval fotografii v Německu. Poté, co zde získal zkušenosti jako kameraman, se později stal jedním z prvních filmařů němé řecké kinematografie, stejně jako jedním z prvních řeckých dokumentaristů a autorem jednoho z prvních vojenských propagandistických filmů v historii řecké kinematografie. Constantin Gaziadis se stal kameramanem a systematicky studoval vývoj kinematografie ve Spojených státech. Spolu se svým bratrem Michaelem založili Dimitrios a Constantine Gaziadis jednu z prvních řeckých filmových společností v Aténách pod názvem Dag Film Co Α.Ε. Αφοι Γαζιάδη). Nejmladší syn Anastasios zemřel v roce 1932 při dopravní nehodě v Athénách.

## Galerie

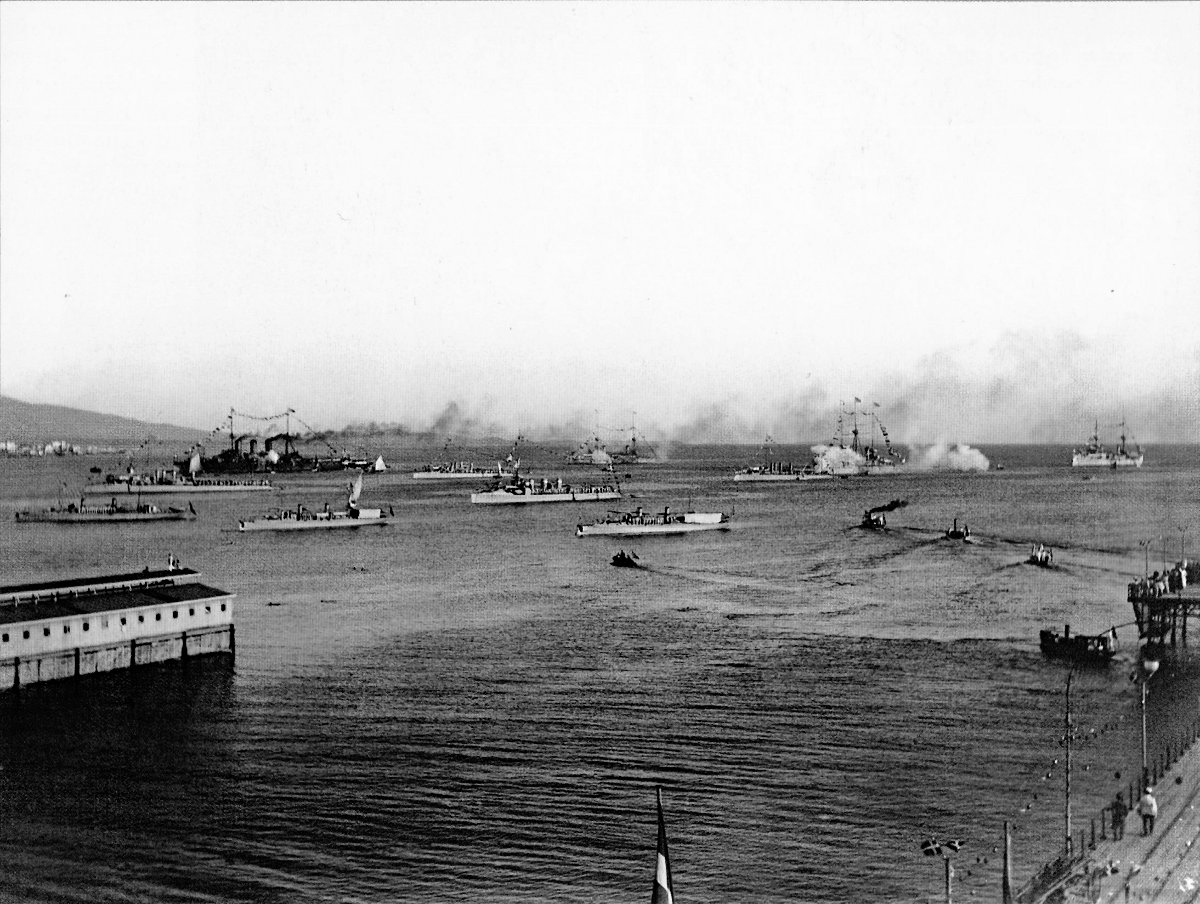
Eskadra řecké flotily před odjezdem. Balkánské války, 1912
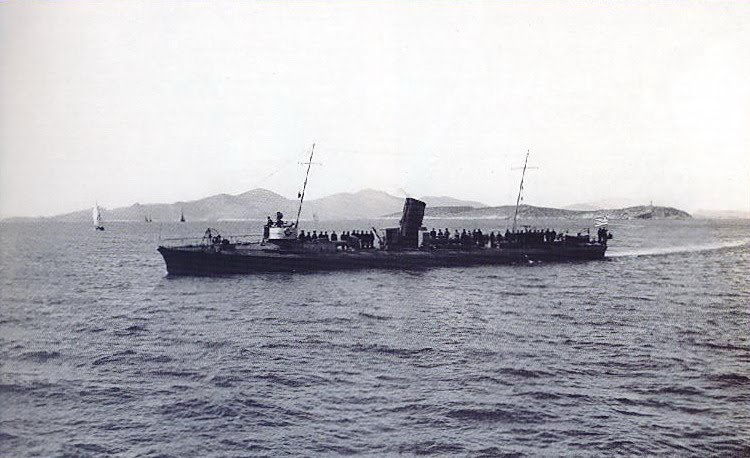
Řecký torpédoborec Nikopolis, bývalá (zajatá) turecká Antalya
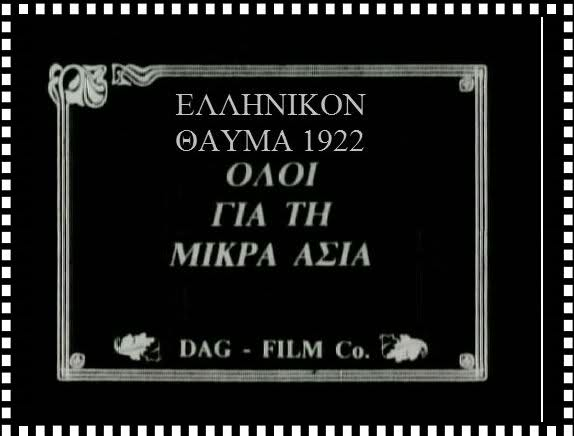
Úvodní titulky filmu Řecký zázrak. Vše do Malé Asie, spol. DAG – film bratří Gaziadisů